# Sá (Monção)
Sá é uma povoação portuguesa do Município de Monção que foi sede da extinta Freguesia de Sá, freguesia que tinha 3,96 km² de área e 200 habitantes (2011), tendo, por isso, uma densidade populacional de 50,5 h/km².
A Freguesia de Sá foi extinta (agregada) pela reorganização administrativa de 2012/2013, tendo o seu território sido agregado ao das Freguesias de Messegães e de Valadares para criar a União de Freguesias de Messegães, Valadares e Sá.
Pertenceu ao antigo concelho de Valadares até 1855, pertencendo actualmente ao Município de Monção.
Possuidora de lindas paisagens, Sá oferece, devido a uma variedade factores, uma excelente qualidade de vida no tocante à pureza do ambiente que lhe é reconhecida. A sua actividade económica se pauta na agricultura pecuária e vinicultura. O vinho alvarinho é um dos produtos que assumem destaque nesse contexto.
Nas inquirições de D. Afonso III, em 1258, Sá é citada como sendo uma das freguesias pertencentes ao bispado de Tui.
Em 1320, no reinado de D. Dinis é taxada em 40 libras, já então pertencia ao concelho de Valadares. 
Aqui nasceu Diogo Cão, descobridor de Angola e do Congo e levantador do notável padrão nas bocas do rio Zaire, filho de Pedro Cão e de uma senhora da Casa da Nóbrega, do concelho de Ponte da Barca. 
Descobriu o reino de Bruguela, Angola e Congo colocando o seu último padrão na Serra Parda a 21.º austrais. 
A igreja paroquial, construída no século XII, é um belo exemplar do estilo românico.

## População
| População da freguesia de Sá | População da freguesia de Sá | População da freguesia de Sá | População da freguesia de Sá | População da freguesia de Sá | População da freguesia de Sá | População da freguesia de Sá | População da freguesia de Sá | População da freguesia de Sá | População da freguesia de Sá | População da freguesia de Sá | População da freguesia de Sá | População da freguesia de Sá | População da freguesia de Sá | População da freguesia de Sá |
| ---------------------------- | ---------------------------- | ---------------------------- | ---------------------------- | ---------------------------- | ---------------------------- | ---------------------------- | ---------------------------- | ---------------------------- | ---------------------------- | ---------------------------- | ---------------------------- | ---------------------------- | ---------------------------- | ---------------------------- |
| 1864                         | 1878                         | 1890                         | 1900                         | 1911                         | 1920                         | 1930                         | 1940                         | 1950                         | 1960                         | 1970                         | 1981                         | 1991                         | 2001                         | 2011                         |
| 372                          | 418                          | 329                          | 393                          | 389                          | 358                          | 375                          | 395                          | 392                          | 385                          | 358                          | 275                          | 236                          | 233                          | 200                          |

| Distribuição da População por Grupos Etários | Distribuição da População por Grupos Etários | Distribuição da População por Grupos Etários | Distribuição da População por Grupos Etários | Distribuição da População por Grupos Etários | Distribuição da População por Grupos Etários | Distribuição da População por Grupos Etários | Distribuição da População por Grupos Etários | Distribuição da População por Grupos Etários | Distribuição da População por Grupos Etários |
| -------------------------------------------- | -------------------------------------------- | -------------------------------------------- | -------------------------------------------- | -------------------------------------------- | -------------------------------------------- | -------------------------------------------- | -------------------------------------------- | -------------------------------------------- | -------------------------------------------- |
| Ano                                          | 0-14 Anos                                    | 15-24 Anos                                   | 25-64 Anos                                   | > 65 Anos                                    |                                              | 0-14 Anos                                    | 15-24 Anos                                   | 25-64 Anos                                   | > 65 Anos                                    |
| 2001                                         | 31                                           | 30                                           | 103                                          | 69                                           |                                              | 13,3%                                        | 12,9%                                        | 44,2%                                        | 29,6%                                        |
| 2011                                         | 17                                           | 19                                           | 102                                          | 62                                           |                                              | 8,5%                                         | 9,5%                                         | 51,0%                                        | 31,0%                                        |